# India Walton
India Bani Walton (Búfalo, 14 de junio de 1982) es una política, enfermera y activista comunitaria estadounidense. Es la ganadora no oficial de las primarias del Partido Demócrata de 2021 para la alcaldía de la ciudad de Búfalo, en el estado de Nueva York (Estados Unidos). Si se confirma oficialmente su elección, se convertirá en la primera alcaldesa en la historia de Búfalo y también la primera alcaldesa socialista de una importante ciudad estadounidense desde que Frank Zeidler fue alcalde Milwakee en 1960.

## Biografía
Walton nació en 1982 en Búfalo, Nueva York. Su madre era enfermera del Departamento de Asuntos de Veteranos y su padre era un veterano del Ejército de los Estados Unidos. Walton asistió a Lorraine Elementary y Leonardo da Vinci High School, y luego obtuvo su GED mientras estaba embarazada de unos gemelos. Se graduó del programa de enfermería SUNY Erie.
Walton se convirtió en enfermera registrada y trabajó para Kaleida Health tanto en hospitales como en escuelas. Como miembro del Sindicato Internacional de Empleados de Servicio, se desempeñó como representante del Local 1199. Su trabajo en el sector de la salud y el activismo laboral la llevaron a concentrarse en actividades de organización comunitaria. Se desempeñó como organizadora principal de Open Buffalo y como directora ejecutiva fundadora de Fruit Belt Community Land Trust. Participó activamente en las protestas por la muerte de George Floyd y criticó al alcalde Byron Brown por su manejo del incidente de empujones de la policía de Búfalo.

### Campaña a la Alcaldía
Anunció su campaña para la alcaldía de Búfalo el 12 de diciembre de 2020. Su campaña gira en torno a los derechos de los inquilinos, como el defender los derechos de los inquilinos mediante medidas como el control del precio de los alquileres; retirarle a la policía el manejo de las emergencias relacionadas con casos de salud mental; y convertir de Búfalo una ciudad santuario. Su oponente es el actual alcalde, Byron Brown, que ha sido reelegido en tres ocasiones y es cercano al gobernador Andrew Cuomo. Walton hizo campaña como socialista declarada y fue respaldada por varias organizaciones como el Partido de las Familias Trabajadoras, los Socialistas Democráticos de América y el Instituto de Acción del Pueblo.
Las primarias demócratas para alcalde se llevaron a cabo el 22 de junio de 2021 entre Walton, Brown y Le'Candice Durham. La votación anticipada favoreció a Walton, y mantuvo su liderazgo durante todo el recuento. Luego del conteo de los votos tempranos y del día de las primarias, Walton lideró a Brown por 1507 votos. Con las papeletas de voto en ausencia aún pendientes, las organizaciones de noticias locales proyectaron que Walton ganaría las elecciones primarias y, sin otros candidatos en la papeleta de las elecciones generales, se convertiría en la próxima alcaldesa de Búfalo.

## Vida personal
Walton es madre de cuatro hijos y anteriormente estuvo casada con Vernon Walton Jr. Es miembro de las juntas directivas de Cooperation Buffalo, Locust Street Art y Slow Roll Buffalo.